# Josip Katalinski
Josip Katalinski (né le 12 mai 1948 à Sarajevo, mort le 9 juin 2011) est un footballeur bosnien qui jouait pour l'équipe de Yougoslavie dans les années 1970.

## Biographie
Josip Katalinski compte 41 sélections nationales et 10 buts entre 1972 et 1977. Après avoir inscrit le but de la qualification contre l'Espagne en match de barrage, il fait partie de la sélection yougoslave lors de la Coupe du monde 1974 en Allemagne. Il dispute également l'Euro 1976 à domicile (les Yougoslaves sont éliminés en demi-finale par la République Fédérale d'Allemagne).
En club, il joue plus de 250 matches pour le Zeljeznicar Sarajevo ( Yougoslavie) au poste de défenseur. Il remporte le championnat de Yougoslavie en 1972 et est élu meilleur joueur yougoslave de l'année en 1974. En 1975, il signe à l'OGC Nice, en France. C'est là qu'il termine sa carrière trois ans plus tard, à 30 ans, en raison d'une blessure.

## Clubs
- 1965-1975 :  Željezničar Sarajevo
- 1975-1978 :  OGC Nice

## Palmarès
- Champion de Yougoslavie en 1972 avec Željezničar
- Vice-Champion de Yougoslavie en 1971 avec Željezničar
- Vice-Champion de France en 1976 avec l'OGC Nice
- Finaliste de la Coupe de France en 1978 avec l'OGC Nice
- Élu meilleur joueur yougoslave de l'année en 1974